# Divizia D 2000-2001
Sezonul 2000-2001 al Diviziei D de Fotbal a fost cea de-a 59-a ediție a Ligii a IV-a, al patrulea nivel al sistemului de ligi ale fotbalului românesc. Între 1997-2006 a purtat denumirea de Divizia D. Campionii fiecărei asociații județene joacă împotriva uneia dintr-un județ învecinat într-un meci de baraj disputat pe un loc neutru. Câștigătorii meciurilor din play-off au promovat în Divizia C.

## Baraj promovare Divizia C
Meciurile erau programate pentru 20 iunie 2001.
| Echipa 1                           | Scor           | Echipa 2                                 |
| ---------------------------------- | -------------- | ---------------------------------------- |
| RATC Iași (IS)                     | 2–1            | (BT) Prodalcom Vorona                    |
| Sirius Bodești (NT)                | 0–1            | (SV) Bucovina Rădăuți                    |
| Consart Bacău (BC)                 | 3–4            | (VS) Unirea Negrești                     |
| Ancora Galați (GL)                 | 0–2            | (VN) Juventus Focșani                    |
| Ianca (BR)                         | 1–0            | (TL) Dinamo Tulcea                       |
| Oil Terminal Constanța (CT)        | 1–0 d.p.       | (CL) Navol Oltenița                      |
| Spic de Grâu București (B)         | 2–3            | (IL) Ambianța Valea Ciorii               |
| Unirea Tricolor Bolintin Vale (GR) | 2–1            | (IF) Viscofil Popești Leordeni           |
| Aromet Poșta Câlnau (BZ)           | 0–2            | (PH) Hidrojet Breaza                     |
| Petrolul Steaua Târgoviște (DB)    | 1–0 d.p.       | (TR) Dunărea Zimnicea                    |
| Progresul Caracal (OT)             | 0–0 4–5 d.l.d. | (DJ) Pan Group Armata Craiova            |
| Parângul Novaci (GJ)               | 3–0            | (MH) Constructorul Drobeta-Turnu Severin |
| Forestierul Băbeni (VL)            | 1–2 d.p.       | (AG) Forestierul Stâlpeni                |
| Bucegi Predeal (BV)                | 4–2            | (SB) Carpați Mecanica Mârșa              |
| Metalul Oțelu Roșu (CS)            | 1–1 4–2 d.l.d. | (TM) CFR Timișoara                       |
| Perko Sânzieni (CV)                | 2–5            | (HR) Viitorul Gheorgheni                 |
| Tricotaje Ineu (AR)                | 2–1            | (HD) Vulcan                              |
| Rapid CFR Teiuș (AB)               | 1–0            | (CJ) Romsco Cluj-Napoca                  |
| Eciro Forest Telciu (BN)           | 2–4            | (MS) Unirea Ungheni                      |
| Viitorul Oradea (BH)               | 2–1            | (SM) Frontiera Satu Mare                 |
| Marmația Sighetu Marmației (MM)    | 5–0            | (SJ) Rapid Jibou                         |

## Campionate județene
| - Alba (AB) - Arad (AR) - Argeș (AG) - Bacău (BC) - Bihor (BH) - Bistrița-Năsăud (BN) - Botoșani (BT) - Brașov (BV) - Brăila (BR) - București (B) - Buzău (BZ) | - Caraș-Severin (CS) - Călărași (CL) - Cluj (CJ) - Constanța (CT) - Covasna (CV) - Dâmbovița (DB) - Dolj (DJ) - Galați (GL) - Giurgiu (GR) - Gorj (GJ) - Harghita (HR) | - Hunedoara (HD) - Ialomița (IL) - Iași (IS) - Ilfov (IF) - Maramureș (MM) - Mehedinți (MH) - Mureș (MS) - Neamț (NT) - Olt (OT) - Prahova (PH) | - Satu Mare (SM) - Sălaj (SJ) - Sibiu (SB) - Suceava (SV) - Teleorman (TR) - Timiș (TM) - Tulcea (TL) - Vaslui (VS) - Vâlcea (VL) - Vrancea (VN) |

### Bihor
| Loc | Echipa                   | MJ | V  | E | Î  | GM | GP | DG  | Pct | Calificare sau retrogradare         |
| --- | ------------------------ | -- | -- | - | -- | -- | -- | --- | --- | ----------------------------------- |
| 1   | Viitorul Oradea (C, Q)   | 26 | 18 | 3 | 5  | 67 | 23 | +44 | 57  | Qualification to promotion play-off |
| 2   | Minerul Ștei             | 26 | 16 | 7 | 3  | 55 | 18 | +37 | 55  |                                     |
| 3   | Unirea Valea lui Mihai   | 26 | 16 | 3 | 7  | 72 | 26 | +46 | 51  |                                     |
| 4   | Arcadia Oradea           | 26 | 15 | 2 | 9  | 54 | 31 | +23 | 47  |                                     |
| 5   | Petrolul Suplac          | 26 | 14 | 3 | 9  | 57 | 33 | +24 | 45  |                                     |
| 6   | Olimpia Salonta          | 26 | 14 | 2 | 10 | 63 | 36 | +27 | 44  |                                     |
| 7   | Romtrans Oradea          | 26 | 13 | 4 | 9  | 48 | 47 | +1  | 43  |                                     |
| 8   | Crișana Tinca            | 26 | 8  | 5 | 13 | 34 | 47 | −13 | 29  |                                     |
| 9   | Minerul Vadu Crișului    | 26 | 8  | 4 | 14 | 42 | 73 | −31 | 28  |                                     |
| 10  | Biharea Vașcău           | 26 | 8  | 3 | 15 | 27 | 57 | −30 | 27  |                                     |
| 11  | Bihoreana Marghita       | 26 | 7  | 4 | 15 | 28 | 47 | −19 | 25  |                                     |
| 12  | Bihorul Beiuș            | 26 | 6  | 6 | 14 | 30 | 44 | −14 | 24  |                                     |
| 13  | Minerul Șuncuiuș         | 26 | 7  | 3 | 16 | 26 | 77 | −51 | 24  |                                     |
| 14  | Foresta Tileagd          | 26 | 6  | 3 | 17 | 22 | 71 | −49 | 21  |                                     |
| 15  | Victoria Avram Iancu (D) | 0  | 0  | 0 | 0  | 0  | 0  | 0   | 0   | Withdrew                            |
| 16  | INCAST Oradea (D)        | 0  | 0  | 0 | 0  | 0  | 0  | 0   | 0   | Withdrew                            |

1. ↑  Victoria Avram Iancu withdrew during the season and all its results were canceled.
2. ↑  INCAST Oradea withdrew before the start of the season.

### Caraș-Severin
| Loc | Echipa                       | MJ | V  | E | Î  | GM | GP | DG  | Pct | Calificare sau retrogradare                     |
| --- | ---------------------------- | -- | -- | - | -- | -- | -- | --- | --- | ----------------------------------------------- |
| 1   | Metalul Oțelu Roșu (C, Q)    | 28 | 19 | 2 | 7  | 71 | 26 | +45 | 59  | Qualification to promotion play-off             |
| 2   | Arsenal Reșița               | 28 | 15 | 4 | 9  | 64 | 34 | +30 | 49  |                                                 |
| 3   | Universitatea Reșița         | 28 | 14 | 6 | 8  | 55 | 41 | +14 | 48  |                                                 |
| 4   | Muncitorul Reșița            | 28 | 13 | 7 | 8  | 48 | 32 | +16 | 46  |                                                 |
| 5   | Oravița                      | 28 | 14 | 3 | 11 | 53 | 40 | +13 | 45  |                                                 |
| 6   | Minerul Anina                | 28 | 13 | 4 | 11 | 44 | 36 | +8  | 43  |                                                 |
| 7   | Metalul Bocșa                | 28 | 11 | 9 | 8  | 46 | 35 | +11 | 42  |                                                 |
| 8   | Dunărea Moldova Nouă         | 28 | 13 | 3 | 12 | 43 | 54 | −11 | 42  |                                                 |
| 9   | Cerna Topleț Băile Herculane | 28 | 10 | 9 | 9  | 43 | 42 | +1  | 39  |                                                 |
| 10  | CFR Caransebeș               | 28 | 10 | 5 | 13 | 41 | 45 | −4  | 35  |                                                 |
| 11  | Nera Bozovici                | 28 | 10 | 4 | 14 | 38 | 52 | −14 | 34  |                                                 |
| 12  | Foresta Olimp Zăvoi          | 28 | 9  | 6 | 13 | 54 | 67 | −13 | 33  |                                                 |
| 13  | Berzasca                     | 28 | 9  | 3 | 16 | 31 | 61 | −30 | 30  |                                                 |
| 14  | Luceafărul Petnic            | 28 | 10 | 1 | 17 | 31 | 52 | −21 | 28  | Spared from relegation                          |
| 15  | Bistra Glimboca (R)          | 28 | 5  | 4 | 19 | 21 | 66 | −45 | 19  | Relegation to Caraș-Severin County Championship |
| 16  | Recolta Berzovia (D)         | 0  | 0  | 0 | 0  | 0  | 0  | 0   | 0   | Withdrew                                        |

1. ↑  Luceafărul Petnic was spared from relegation due to the promotion of Metalul Oțelu Roșu in Divizia C.
2. ↑  Luceafărul Petnic deducted 2 points.
3. ↑  Recolta Berzovia withdrew in the first part of the season and all its results were canceled.

### Cluj
| Loc | Echipa                    | MJ | V  | E | Î  | GM | GP | DG  | Pct | Calificare sau retrogradare         |
| --- | ------------------------- | -- | -- | - | -- | -- | -- | --- | --- | ----------------------------------- |
| 1   | Romsco Cluj-Napoca (C, Q) | 28 | 23 | 2 | 3  | 73 | 18 | +55 | 71  | Qualification to promotion play-off |
| 2   | Victoria Someșeni         | 28 | 22 | 4 | 2  | 87 | 32 | +55 | 70  |                                     |
| 3   | Apa Cluj-Napoca           | 28 | 20 | 4 | 4  | 73 | 18 | +55 | 64  |                                     |
| 4   | Turdeana Turda            | 28 | 16 | 3 | 9  | 53 | 30 | +23 | 51  |                                     |
| 5   | Universitatea Cluj II     | 28 | 16 | 2 | 10 | 58 | 42 | +16 | 50  |                                     |
| 6   | Unirea Selena Dej II      | 28 | 13 | 7 | 8  | 42 | 35 | +7  | 46  |                                     |
| 7   | Romhills Cluj-Napoca      | 28 | 13 | 5 | 10 | 46 | 37 | +9  | 44  |                                     |
| 8   | Ronlit CFR Turda          | 28 | 12 | 5 | 11 | 58 | 49 | +9  | 41  |                                     |
| 9   | CFR Cluj-Napoca II        | 28 | 11 | 4 | 13 | 46 | 55 | −9  | 37  |                                     |
| 10  | Sănătatea Cluj-Napoca     | 28 | 11 | 2 | 15 | 43 | 53 | −10 | 35  |                                     |
| 11  | Motorul IRA Cluj-Napoca   | 28 | 11 | 0 | 17 | 42 | 56 | −14 | 33  |                                     |
| 12  | Universitatea Cluj III    | 28 | 9  | 1 | 18 | 38 | 56 | −18 | 28  |                                     |
| 13  | Unirea Florești           | 28 | 5  | 3 | 20 | 29 | 67 | −38 | 18  |                                     |
| 14  | Minerul Iara II           | 28 | 5  | 2 | 21 | 28 | 80 | −52 | 17  |                                     |
| 15  | Dromex Cluj-Napoca        | 28 | 1  | 0 | 27 | 9  | 97 | −88 | 3   |                                     |

1. ↑  Dromex Cluj-Napoca withdrew in the second part of the season and lost all remaining matches with 0–3.

### Covasna
| Loc | Echipa                | MJ | V  | E | Î  | GM | GP | DG  | Pct | Calificare sau retrogradare         |
| --- | --------------------- | -- | -- | - | -- | -- | -- | --- | --- | ----------------------------------- |
| 1   | Perkő Sânzieni (C, Q) | 30 | 20 | 6 | 4  | 85 | 24 | +61 | 66  | Qualification to promotion play-off |
| 2   | Stăruința Bodoc       | 30 | 20 | 4 | 6  | 92 | 25 | +67 | 64  |                                     |
| 3   | Minerul Baraolt       | 30 | 18 | 5 | 7  | 85 | 37 | +48 | 59  |                                     |
| 4   | Victoria Ozun         | 30 | 19 | 2 | 9  | 81 | 43 | +38 | 59  |                                     |
| 5   | Carpați Covasna       | 30 | 18 | 5 | 7  | 75 | 40 | +35 | 59  |                                     |
| 6   | Micfalău              | 30 | 16 | 3 | 11 | 78 | 58 | +20 | 51  |                                     |
| 7   | IAS Câmpul Frumos     | 30 | 14 | 4 | 12 | 58 | 41 | +17 | 46  |                                     |
| 8   | Nemere Ghelința       | 30 | 12 | 7 | 11 | 53 | 43 | +10 | 43  |                                     |
| 9   | Avântul Catalina      | 30 | 13 | 3 | 14 | 54 | 63 | −9  | 42  |                                     |
| 10  | Avântul Ilieni        | 30 | 12 | 3 | 15 | 54 | 82 | −28 | 39  |                                     |
| 11  | Bradul Zagon          | 30 | 9  | 8 | 13 | 47 | 65 | −18 | 35  |                                     |
| 12  | Prima Brăduț          | 30 | 11 | 2 | 17 | 44 | 66 | −22 | 35  |                                     |
| 13  | Harghita Aita Mare    | 30 | 9  | 4 | 17 | 43 | 87 | −44 | 31  |                                     |
| 14  | Ojdula                | 30 | 8  | 6 | 16 | 49 | 94 | −45 | 30  |                                     |
| 15  | Oltul Coșeni (R)      | 30 | 7  | 3 | 20 | 31 | 82 | −51 | 24  | Relegation to Liga V Covasna        |
| 16  | Cernat (R)            | 30 | 1  | 1 | 28 | 17 | 98 | −81 | 4   | Relegation to Liga V Covasna        |

1. ↑  Cernat withdrew after 15 rounds and lost all remaining matches with 0–3.

### Dolj
Team changes from previous season.
| Promoted to Divizia C - Dunărea Calafat | Relegated from Divizia C - Constructorul Craiova |

| Promoted from Dolj Elite Category - Recolta Ostroveni (Seria I winners) - Mecanica Filiași (Seria II winners) | Relegated to Dolj Elite Category - SCCF Gioroc |

Other changes
- Pan Group Craiova and Armata Craiova merged to form Pan Group Armata Craiova.
- Wimar Podari and Autobuzul Craiova merged, the first one being absorbed by the second one.
- CFR Craiova was renamed as CFR Marfă Craiova.
- Fulgerul Mârșani was renamed as FC Mârșani.
- Mecanica Filiași was renamed as Aquaterm Filiași.
- Recolta Măceșu de Jos was spared from relegation.
- Aripile Craiova and Victoria Plenița enrolled in the place of Constructorul Craiova and Wimar Podari.

Table
| Loc | Echipa                          | MJ | V  | E | Î  | GM | GP | DG  | Pct | Calificare sau retrogradare            |
| --- | ------------------------------- | -- | -- | - | -- | -- | -- | --- | --- | -------------------------------------- |
| 1   | Pan Group Armata Craiova (C, Q) | 30 | 25 | 5 | 0  | 86 | 5  | +81 | 80  | Qualification to promotion play-off    |
| 2   | Chimia Craiova                  | 30 | 17 | 8 | 5  | 69 | 22 | +47 | 59  |                                        |
| 3   | Gaz Metan Pielești              | 30 | 18 | 3 | 9  | 62 | 45 | +17 | 57  |                                        |
| 4   | CFR Marfă Craiova               | 30 | 16 | 5 | 9  | 61 | 38 | +23 | 53  |                                        |
| 5   | Autobuzul Craiova               | 30 | 13 | 6 | 11 | 56 | 36 | +20 | 45  |                                        |
| 6   | Unirea Leamna                   | 30 | 14 | 3 | 13 | 48 | 59 | −11 | 45  |                                        |
| 7   | Progresul Băilești              | 30 | 12 | 6 | 12 | 61 | 54 | +7  | 42  |                                        |
| 8   | Mârșani                         | 30 | 12 | 6 | 12 | 55 | 53 | +2  | 42  |                                        |
| 9   | Aquaterm Filiași                | 30 | 12 | 5 | 13 | 41 | 39 | +2  | 41  |                                        |
| 10  | MAT Craiova                     | 30 | 13 | 3 | 14 | 48 | 50 | −2  | 41  |                                        |
| 11  | Tractorul Bechet (R)            | 30 | 10 | 5 | 15 | 34 | 56 | −22 | 35  | Qualification to relegation play-out   |
| 12  | Recolta Măceșu de Jos (O)       | 30 | 10 | 4 | 16 | 43 | 82 | −39 | 34  | Qualification to relegation play-out   |
| 13  | Recolta Ostroveni (O)           | 30 | 9  | 5 | 16 | 44 | 56 | −12 | 32  | Qualification to relegation play-out   |
| 14  | Victoria Plenița (R)            | 30 | 10 | 1 | 19 | 37 | 58 | −21 | 30  | Relegation to Dolj County Championship |
| 15  | PRO GPS Segarcea (R)            | 30 | 7  | 7 | 16 | 43 | 60 | −17 | 28  | Relegation to Dolj County Championship |
| 16  | Aripile Craiova (R)             | 30 | 4  | 2 | 24 | 15 | 82 | −67 | 14  | Relegation to Dolj County Championship |

1. 1 2  MAT Craiova and Victoria Plenița deducted 1 point.
2. ↑  Aripile Craiova withdrew in the second part of the season and lost all remaining matches with 0–3.

Relegation play-out 
The 11th, 12th and 13th-placed teams of the Liga IV faces the 2nd placed teams from the three series of Liga V Dolj. The matches was played on 17 and 23 June 2001.
| Victoria Călărași   | 4–3 | Tractorul Bechet \|\|3–1\|\|1–2           |
| Deznățuiul Giurgița | 2–3 | Recolta Măceșu de Jos \|\|2–0\|\|0–3 d.p. |
| Venus Craiova       | 2–6 | Recolta Ostroveni \|\|2–3\|\|0–3 (w/o)    |

### Galați
| Loc | Echipa                    | MJ | V  | E | Î  | GM | GP  | DG  | Pct | Calificare sau retrogradare         |
| --- | ------------------------- | -- | -- | - | -- | -- | --- | --- | --- | ----------------------------------- |
| 1   | Ancora Galați (C, Q)      | 30 | 25 | 2 | 3  | 96 | 16  | +80 | 77  | Qualification to promotion play-off |
| 2   | Progresul Măstăcani       | 30 | 24 | 4 | 2  | 78 | 13  | +65 | 76  |                                     |
| 3   | Hidraulic Galați          | 30 | 22 | 2 | 6  | 85 | 31  | +54 | 68  |                                     |
| 4   | Bujorii Târgu Bujor       | 30 | 13 | 6 | 11 | 60 | 48  | +12 | 45  |                                     |
| 5   | Gloria Ivești             | 30 | 12 | 6 | 12 | 44 | 39  | +5  | 42  |                                     |
| 6   | Muncitorul Ghidigeni      | 30 | 13 | 3 | 14 | 57 | 58  | −1  | 42  |                                     |
| 7   | Metalosport Galați        | 30 | 11 | 8 | 11 | 65 | 48  | +17 | 41  |                                     |
| 8   | Victoria TC Galați        | 30 | 12 | 3 | 15 | 59 | 71  | −12 | 39  |                                     |
| 9   | Sporting Șivița           | 30 | 11 | 5 | 14 | 56 | 67  | −11 | 38  |                                     |
| 10  | Voința Liești             | 30 | 11 | 4 | 15 | 51 | 59  | −8  | 37  |                                     |
| 11  | Dunărea Galați II         | 30 | 10 | 4 | 16 | 44 | 46  | −2  | 34  |                                     |
| 12  | Viitorul Berești          | 30 | 11 | 0 | 19 | 53 | 74  | −21 | 33  |                                     |
| 13  | Zino Tudor Vladimirescu   | 30 | 10 | 3 | 17 | 42 | 85  | −43 | 33  |                                     |
| 14  | Petrolul Schela           | 30 | 9  | 5 | 16 | 55 | 93  | −38 | 32  |                                     |
| 15  | Olimpia Barcea            | 30 | 4  | 1 | 25 | 20 | 105 | −85 | 13  |                                     |
| 16  | Victoria Independența (D) | 30 | 0  | 0 | 30 | 0  | 90  | −90 | 0   | Excluded                            |

1. ↑  Victoria Independența excluded in the second part of the season and lost all remaining matches with 0–3.

### Harghita
| Loc | Echipa                     | MJ | V  | E | Î  | GM | GP  | DG   | Pct | Calificare sau retrogradare         |
| --- | -------------------------- | -- | -- | - | -- | -- | --- | ---- | --- | ----------------------------------- |
| 1   | Viitorul Gheorgheni (C, Q) | 21 | 16 | 3 | 2  | 75 | 13  | +62  | 51  | Qualification to promotion play-off |
| 2   | Minerul Bălan              | 21 | 13 | 5 | 3  | 56 | 17  | +39  | 44  |                                     |
| 3   | Unirea Cristuru Secuiesc   | 20 | 13 | 3 | 4  | 56 | 25  | +31  | 42  |                                     |
| 4   | Complexul Gălăuțaș         | 20 | 13 | 2 | 5  | 53 | 29  | +24  | 41  |                                     |
| 5   | Mureșul Toplița            | 20 | 12 | 2 | 6  | 46 | 24  | +22  | 38  |                                     |
| 6   | CSȘ Miercurea Ciuc         | 20 | 7  | 2 | 11 | 51 | 37  | +14  | 23  |                                     |
| 7   | Șoimii Băile Tușnad        | 19 | 7  | 2 | 10 | 35 | 39  | −4   | 23  |                                     |
| 8   | Harghita Odorheiu Secuiesc | 20 | 6  | 2 | 12 | 38 | 53  | −15  | 20  |                                     |
| 9   | Real Tulgheș               | 19 | 5  | 2 | 12 | 32 | 61  | −29  | 17  |                                     |
| 10  | Unirea Hodoșa              | 20 | 5  | 1 | 14 | 26 | 60  | −34  | 16  |                                     |
| 11  | Ditroit Ditrău             | 20 | 1  | 0 | 19 | 15 | 124 | −109 | 3   |                                     |

1. 1 2  The top two teams were scheduled to play two play-off matches.
2. 1 2  The match Real Tulgheș–Șoimii Băile Tușnad was played on 3 June.

### Mureș
| Loc | Echipa                            | MJ | V  | E | Î  | GM | GP | DG  | Pct | Calificare sau retrogradare         |
| --- | --------------------------------- | -- | -- | - | -- | -- | -- | --- | --- | ----------------------------------- |
| 1   | Unirea Ungheni (C, Q)             | 24 | 20 | 3 | 1  | 77 | 18 | +59 | 63  | Qualification to promotion play-off |
| 2   | Lacul Ursu Mobila Sovata          | 24 | 15 | 6 | 3  | 70 | 23 | +47 | 51  |                                     |
| 3   | Electromureș Târgu Mureș          | 24 | 16 | 3 | 5  | 65 | 22 | +43 | 51  |                                     |
| 4   | Maviprod Reghin                   | 24 | 16 | 2 | 6  | 65 | 23 | +42 | 50  |                                     |
| 5   | Iernut                            | 24 | 13 | 1 | 10 | 43 | 24 | +19 | 40  |                                     |
| 6   | Transilvania Sighișoara           | 24 | 13 | 1 | 10 | 55 | 39 | +16 | 40  |                                     |
| 7   | Avântul Miheșu de Câmpie          | 24 | 10 | 1 | 13 | 54 | 58 | −4  | 31  |                                     |
| 8   | Woonwaghen Zending Band           | 24 | 9  | 3 | 12 | 32 | 37 | −5  | 30  |                                     |
| 9   | Târnava Mică Sângeorgiu de Pădure | 24 | 9  | 3 | 12 | 23 | 33 | −10 | 30  |                                     |
| 10  | Mureșul Romvelo Luduș             | 24 | 7  | 2 | 15 | 29 | 72 | −43 | 23  |                                     |
| 11  | Nirajul Miercurea Nirajului       | 24 | 5  | 2 | 17 | 19 | 62 | −43 | 17  |                                     |
| 12  | Scorillo Sântana de Mureș         | 24 | 5  | 4 | 15 | 27 | 80 | −53 | 16  |                                     |
| 13  | Voința Grebeniș                   | 24 | 1  | 3 | 20 | 18 | 86 | −68 | 6   |                                     |
| 14  | Viitorul Jabenița                 | 0  | 0  | 0 | 0  | 0  | 0  | 0   | 0   | Withdrew                            |

1. ↑  Scorillo Sântana deducted 3 points.
2. ↑  Viitorul Jabenița withdrew after 8 rounds and all its results were canceled.

### Neamț
| Loc | Echipa                          | MJ | V  | E | Î  | GM | GP | DG  | Pct | Calificare sau retrogradare         |
| --- | ------------------------------- | -- | -- | - | -- | -- | -- | --- | --- | ----------------------------------- |
| 1   | Sirius Bodești (C, Q)           | 22 | 19 | 2 | 1  | 80 | 39 | +41 | 59  | Qualification to promotion play-off |
| 2   | Hidroconstrucția Poiana Teiului | 22 | 17 | 1 | 4  | 91 | 32 | +59 | 52  |                                     |
| 3   | Bradul Roznov                   | 22 | 14 | 2 | 6  | 64 | 49 | +15 | 44  |                                     |
| 4   | Pinul Borca                     | 22 | 12 | 1 | 9  | 61 | 42 | +19 | 37  |                                     |
| 5   | Săvinești                       | 22 | 12 | 1 | 9  | 58 | 40 | +18 | 37  |                                     |
| 6   | Viitorul Podoleni               | 22 | 9  | 1 | 12 | 48 | 50 | −2  | 28  |                                     |
| 7   | Vulturul Zănești                | 22 | 9  | 1 | 12 | 47 | 68 | −21 | 28  |                                     |
| 8   | Voința Rediu                    | 22 | 8  | 3 | 11 | 49 | 71 | −22 | 27  |                                     |
| 9   | Lorisim Făurei                  | 22 | 8  | 1 | 13 | 53 | 67 | −14 | 25  |                                     |
| 10  | Olimpia Piatra Neamț            | 22 | 6  | 2 | 14 | 51 | 82 | −31 | 20  |                                     |
| 11  | Unirea Trifești                 | 22 | 5  | 3 | 14 | 36 | 57 | −21 | 18  |                                     |
| 12  | Biruința Negrești               | 22 | 3  | 2 | 17 | 27 | 75 | −48 | 11  |                                     |

### Sibiu
| Loc | Echipa                        | MJ | V  | E | Î  | GM  | GP  | DG  | Pct | Calificare sau retrogradare         |
| --- | ----------------------------- | -- | -- | - | -- | --- | --- | --- | --- | ----------------------------------- |
| 1   | Carpați Mecanica Mârșa (C, Q) | 34 | 27 | 2 | 5  | 130 | 33  | +97 | 83  | Qualification to promotion play-off |
| 2   | Sparta Mediaș                 | 34 | 24 | 2 | 8  | 108 | 28  | +80 | 74  |                                     |
| 3   | Universitatea Sibiu           | 34 | 22 | 5 | 7  | 88  | 34  | +54 | 71  |                                     |
| 4   | Agnitex Agnita                | 34 | 21 | 6 | 7  | 103 | 46  | +57 | 69  |                                     |
| 5   | AMSO Sibiu                    | 34 | 21 | 2 | 11 | 67  | 52  | +15 | 65  |                                     |
| 6   | Romanofir Tălmaciu            | 34 | 17 | 8 | 9  | 69  | 46  | +23 | 59  |                                     |
| 7   | Sevișul Șelimbăr              | 34 | 19 | 1 | 14 | 76  | 59  | +17 | 58  |                                     |
| 8   | Progresul Dumbrăveni          | 34 | 17 | 6 | 11 | 67  | 52  | +15 | 57  |                                     |
| 9   | Textila Cisnădie              | 34 | 16 | 7 | 11 | 61  | 42  | +19 | 55  |                                     |
| 10  | Telecom Sibiu                 | 34 | 13 | 7 | 14 | 64  | 66  | −2  | 46  |                                     |
| 11  | Romipel Cordia Sibiu          | 34 | 13 | 4 | 17 | 49  | 72  | −23 | 43  |                                     |
| 12  | Avântul Dârlos                | 34 | 12 | 6 | 16 | 44  | 58  | −14 | 42  |                                     |
| 13  | Romdor Sibiu                  | 34 | 12 | 3 | 19 | 61  | 87  | −26 | 39  |                                     |
| 14  | Unirea Ocna Sibiului          | 34 | 8  | 8 | 18 | 43  | 78  | −35 | 32  |                                     |
| 15  | ASA Sibiu                     | 34 | 8  | 3 | 23 | 35  | 92  | −57 | 27  |                                     |
| 16  | Progresul Terezian Sibiu      | 34 | 7  | 5 | 22 | 65  | 109 | −44 | 26  |                                     |
| 17  | Construcții Sibiu             | 34 | 5  | 5 | 24 | 30  | 110 | −80 | 20  |                                     |
| 18  | Viitorul Târnava              | 34 | 3  | 2 | 29 | 25  | 121 | −96 | 11  |                                     |

1. ↑  Incstar Agnita was renamed during the winter break as Agnitex Agnita.

### Timiș
| Loc | Echipa                              | MJ | V  | E | Î  | GM | GP  | DG   | Pct | Calificare sau retrogradare             |
| --- | ----------------------------------- | -- | -- | - | -- | -- | --- | ---- | --- | --------------------------------------- |
| 1   | CFR Timișoara (C, Q)                | 34 | 27 | 3 | 4  | 92 | 23  | +69  | 84  | Qualification to promotion play-off     |
| 2   | Vulturii Lugoj                      | 34 | 23 | 4 | 7  | 83 | 40  | +43  | 73  |                                         |
| 3   | Celuloză și Oțel Șag                | 34 | 21 | 6 | 7  | 81 | 29  | +52  | 69  |                                         |
| 4   | Comprest Lugoj                      | 34 | 19 | 7 | 8  | 67 | 32  | +35  | 64  |                                         |
| 5   | Bayern Timișoara                    | 34 | 19 | 5 | 10 | 86 | 50  | +36  | 62  |                                         |
| 6   | Calor Timișoara                     | 34 | 16 | 9 | 9  | 79 | 42  | +37  | 57  |                                         |
| 7   | Sporting Tabac Textila Timișoara    | 34 | 16 | 8 | 10 | 68 | 54  | +14  | 56  |                                         |
| 8   | Jimbolia                            | 34 | 16 | 8 | 10 | 60 | 44  | +16  | 56  |                                         |
| 9   | Unirea Sânnicolau Mare              | 34 | 17 | 5 | 12 | 78 | 32  | +46  | 56  |                                         |
| 10  | Furnirul Deta                       | 34 | 15 | 7 | 12 | 82 | 59  | +23  | 52  |                                         |
| 11  | Termo Timișoara                     | 34 | 14 | 4 | 16 | 63 | 60  | +3   | 46  |                                         |
| 12  | Șoimii Timișoara                    | 34 | 13 | 5 | 16 | 51 | 57  | −6   | 44  |                                         |
| 13  | Obilici Sânmartinu Sârbesc          | 34 | 13 | 3 | 18 | 47 | 72  | −25  | 42  |                                         |
| 14  | Progresul Tehnomet Gătaia           | 34 | 12 | 6 | 16 | 49 | 62  | −13  | 42  |                                         |
| 15  | Giarmata                            | 34 | 10 | 3 | 21 | 45 | 92  | −47  | 33  |                                         |
| 16  | Progresul Comtim Ciacova (R)        | 34 | 5  | 3 | 26 | 28 | 99  | −71  | 18  | Relegation to Timiș County Championship |
| 17  | Voința Valcani (R)                  | 34 | 4  | 4 | 26 | 36 | 101 | −65  | 16  | Relegation to Timiș County Championship |
| 18  | Universitatea Banatul Timișoara (R) | 34 | 1  | 0 | 33 | 16 | 132 | −116 | 3   | Relegation to Timiș County Championship |

1. ↑  Universitatea Banatul Timișoara withdrew after 23 rounds and lost all remaining matches with 0–3.

### Vâlcea
| Loc | Echipa                     | MJ | V  | E | Î  | GM  | GP | DG   | Pct | Calificare sau retrogradare         |
| --- | -------------------------- | -- | -- | - | -- | --- | -- | ---- | --- | ----------------------------------- |
| 1   | Forestierul Băbeni (C, Q)  | 28 | 26 | 2 | 0  | 131 | 13 | +118 | 80  | Qualification to promotion play-off |
| 2   | Lotru Brezoi               | 28 | 18 | 5 | 5  | 70  | 28 | +42  | 59  |                                     |
| 3   | Oltețul Bălcești           | 28 | 18 | 1 | 9  | 67  | 37 | +30  | 55  |                                     |
| 4   | Șirineasa                  | 28 | 16 | 4 | 8  | 67  | 47 | +20  | 52  |                                     |
| 5   | Metalul Băbeni             | 28 | 13 | 6 | 9  | 55  | 42 | +13  | 45  |                                     |
| 6   | Sănătatea Govora           | 28 | 12 | 7 | 9  | 68  | 37 | +31  | 43  |                                     |
| 7   | Inter Sutești              | 28 | 13 | 3 | 12 | 58  | 68 | −10  | 42  |                                     |
| 8   | Cozia Călimănești          | 28 | 12 | 5 | 11 | 53  | 51 | +2   | 41  |                                     |
| 9   | Recolta Pietrari           | 28 | 12 | 4 | 12 | 49  | 58 | −9   | 40  |                                     |
| 10  | Cernișoara                 | 28 | 9  | 5 | 14 | 55  | 54 | +1   | 32  |                                     |
| 11  | Electra Râmnicu Vâlcea     | 28 | 7  | 7 | 14 | 56  | 89 | −33  | 28  |                                     |
| 12  | Oltețul Alunu              | 28 | 8  | 1 | 19 | 39  | 60 | −21  | 25  |                                     |
| 13  | Petrodam Măciuca           | 28 | 7  | 2 | 19 | 42  | 96 | −54  | 23  |                                     |
| 14  | Păstorul Vaideeni          | 28 | 5  | 3 | 20 | 35  | 90 | −55  | 18  |                                     |
| 15  | Avântul Amărăști           | 28 | 1  | 3 | 24 | 15  | 90 | −75  | 6   |                                     |
| 16  | Minerul Râmnicu Vâlcea (D) | 0  | 0  | 0 | 0  | 0   | 0  | 0    | 0   | Withdrew                            |

1. ↑  Minerul Râmnicu Vâlcea withdrew in the first part of the season and all its results were canceled.